# Outlook Express
Outlook Express (Abk. OE, in der Microsoft Support Knowledge Base auch OLEXP) ist ein E-Mail-Programm und Newsreader von Microsoft, der dem Betriebssystem Windows bis zum Erscheinen von Windows Vista beilag und deshalb auch von vielen Anwendern eingesetzt wurde. Trotz der Namensähnlichkeit ist das mit dem Internet Explorer zusammenhängende Programm ein von der Groupware Outlook unabhängiges Programm. Abgelöst wurde es mit dem Erscheinen von Windows Vista durch Windows Mail. In Windows 7 ist Windows Mail nicht mehr enthalten. Stattdessen bietet Microsoft den Nachfolger Windows Live Mail als Bestandteil von Windows Live Essentials zum Download an.

## Funktionen
Der Funktionsumfang von Outlook Express ist für den typischen privaten Einsatz gedacht. Es hat keine Groupware- und Unified-Messaging-Funktionen, verfügt dafür im Gegensatz zu Outlook über News-Funktionen. Es unterstützt die folgenden Protokolle: SMTP, POP3, IMAP4 und NNTP, sowie HTTPmail (eine auf WebDAV/HTTP basierende Variante zum Zugriff auf die Freemail-Konten von Lycos und Hotmail).

## Geschichte
Outlook Express erschien im Oktober 1997 in der Version 4 zusammen mit dem Internet Explorer 4 für Windows – zu einer Zeit also, in welcher der Browserkrieg heftig tobte. Outlook Express ging aus dem Programm Microsoft Internet Mail and News hervor (daher hat die Programmdatei von Outlook Express selbst in Version 6.0 noch den Namen msimn.exe). Enthalten waren sowohl Outlook Express als auch Internet Explorer in Windows 98.
Im März 1999 wurde zusammen mit dem Internet Explorer 5 auch eine Version 5 von Outlook Express veröffentlicht, die neben einem geänderten Dateiformat (.dbx statt .mbx, .idx und .nch) ein paar Funktionserweiterungen, aber auch viele in den Folgejahren nicht oder sehr spät behobene Programmfehler mitbrachte. Diese Version wurde auch zusammen mit Windows 98 Second Edition und Windows 2000 ausgeliefert.
Juli 2000 erschien die IE/OE-5.5-Linie (enthalten in Windows Millennium Edition). Diese Linie ist bis heute die letzte, die auf Windows 95 installiert werden kann.
Outlook Express 6 erschien zusammen mit dem Internet Explorer 6 gleichzeitig mit Windows XP im August/September 2001, ohne dass sich Wesentliches an Funktionsumfang und Problemen geändert hätte.
Die OE-5.5- und OE-6-Linien wurden zwischenzeitlich mit den jeweiligen Service Packs für den Internet Explorer und/oder Windows 2000 und Windows XP aktualisiert. Zusammen mit dem Service Pack 2 für Windows XP wurde insbesondere noch eine etwas verbesserte Version von Outlook Express 6 veröffentlicht, die hauptsächlich einige neue Sicherheitsfunktionen mitbrachte (wie z. B. die Möglichkeit, das Herunterladen von Bildern in HTML-E-Mails zu blockieren).
Für Mac OS 9 gab es auch eine kostenlose Version von Outlook Express für den Macintosh, die allerdings mit der Windows-Version bis auf den Namen ansonsten recht wenig gemein hat, da sich diese Variante etwa wesentlich besser an E-Mail- und Usenet-Standards hält.

## Sicherheit
Outlook Express ist immer wieder Angriffspunkt für Computerwürmer, da sich dem Hacker einerseits durch den Verbreitungsgrad eine relativ große Angriffsfläche bietet und Outlook Express insbesondere in früheren Versionen viele unsichere Standardeinstellungen aufweist. Diese ermöglichen das Ausnutzen von Sicherheitsmängeln, welche weitgehend auf die Verwendung des Internet Explorer zur Darstellung von Nachrichten zurückgehen.
Seit IE/OE 5.5 SP2 (2001) wurden die Standardeinstellungen restriktiver gesetzt. So wird zur Darstellung von Nachrichten seither die „Zone für eingeschränkte Sites“ verwendet, welche standardmäßig das Ausführen von Active Scripting und ActiveX unterbinden soll. Mit IE/OE 6 SP1 (2002) hielt eine weitere, empfehlenswerte Option Einzug, welche HTML-Nachrichten als Nur-Text-Nachrichten darstellt und somit jeden aktiven Inhalt bei der Anzeige einer Nachricht unterbindet („Extras – Optionen – Lesen – Alle Nachrichten als Nur-Text lesen“). Gleichwohl wird hierbei zur Darstellung der angezeigten Nachricht weiterhin auf den Internet Explorer zurückgegriffen. Bei der Darstellung von Links, Umlauten und Sonderzeichen kann es je nach verwendeter Kodierung (z. B. Abweichung von „UTF-8“) Probleme geben, ohne Angabe eines MIME-alternativen Textes in der E-Mail wird eine „leere“ Nachricht ohne Text angezeigt. Mit dem Erscheinen des Service Packs 2 für Windows XP (August 2004) verwendet Outlook Express bei aktivierter „Alle Nachrichten als Nur-Text lesen“-Option nicht mehr den Internet Explorer, sondern setzt auf das RichTextControl zur Darstellung dieser Nachrichten. An den Anzeigeproblemen in diesem Modus änderte sich allerdings nichts. Gleichzeitig wurden weitere Sicherheitsfunktionen eingeführt, die z. B. das Nachladen von Bildern in HTML-Nachrichten in der HTML-Ansicht unterbinden.

## Signierte PGP/MIME-Nachrichten
Outlook Express zeigt eine leere E-Mail beim Empfang einer signierten PGP/MIME-Nachrichten an, der Klartext ist nur als Anhang vorhanden. Dies widerspricht dem E-Mail-Standard RFC 1847 aus dem Jahr 1995. Beim Antworten auf eine solche signierte Nachricht kommt bei Outlook-Express-Nutzern ohne digitale ID eine Fehlermeldung.

## Outlook Express als Newsreader
Viele OE-Anwender sind Neulinge im Usenet und kennen oft allgemeine Vereinbarungen und Standards nicht. Outlook Express unterstützt die Anwender dabei nicht. So muss der Anwender in OE zunächst via „Extras | Optionen | Senden | News | Nur-Text-Einstellungen“ die Option „MIME, Textkodierung: keine“ auswählen, damit 8-Bit-Zeichen wie z. B. Umlaute beim Leser als solche zu erkennen sind. Ferner neigt OE u. a. dazu, Kammquoting beim Antworten auf Postings zu produzieren, auch wenn mit dem SP2 für Windows XP „format=flowed“ Einzug hielt. Halbwegs komfortable Abhilfe dagegen schaffen Drittprogramme wie z. B. „OE-QuoteFix“, „Morver“ oder die „OE-PowerTools“.
Aus diesen Fehlern resultiert die im Usenet scherzhafte Bezeichnung „OjE“ für Outlook Express (der Ausruf „o je“ wird normalerweise bei einem leichteren Missgeschick verwendet). Positiv hervorzuheben sind bei Outlook Express die Unicode-Fähigkeiten und der Umgang mit Zeichensätzen (so denn MIME manuell aktiviert wurde).